# Emperor Tomato Ketchup
Az 1996-os Emperor Tomato Ketchup a Stereolab negyedik nagylemeze. Megjelenésekor az együttes legnagyobb sikerének számított, kritikai és kereskedelmi értelemben is. Az album mellé három kislemez jelent meg: Cybele's Reverie, Metronomic Underground és The Noise of Carpet. A címe Shūji Terayama 1971-es, azonos című művéből ered. Szerepel az 1001 lemez, amit hallanod kell, mielőtt meghalsz című könyvben.

## Az album dalai
|     | Cím                      | Szerző(k)                  | Hossz |
| --- | ------------------------ | -------------------------- | ----- |
| 1.  | Metronomic Underground   | Tim Gane, Laetitia Sadier  | 7:55  |
| 2.  | Cybele's Reverie         | Gane, Sadier               | 4:42  |
| 3.  | Percolator               | Gane, Sean O'Hagan, Sadier | 3:47  |
| 4.  | Les Yper-Sound           | Gane, Sadier               | 4:05  |
| 5.  | Spark Plug               | Gane, Sadier               | 2:29  |
| 6.  | OLV 26                   | Gane, Sadier               | 5:42  |
| 7.  | The Noise of Carpet      | Gane, Sadier               | 3:05  |
| 8.  | Tomorrow Is Already Here | Gane, Sadier               | 4:56  |
| 9.  | Emperor Tomato Ketchup   | Gane, Sadier               | 4:37  |
| 10. | Monstre Sacre            | Gane, Sadier               | 3:44  |
| 11. | Motoroller Scalatron     | Gane, Sadier               | 3:48  |
| 12. | Slow Fast Hazel          | Gane, Sadier               | 3:53  |
| 13. | Anonymous Collective     | Gane, Sadier               | 4:32  |

## Közreműködők
- Laetitia Sadier – ének, különböző hangszerek
- Tim Gane – gitár, különböző billentyűk
- Andy Ramsay – dob, programozás
- Mary Hansen – gitár, ének
- Duncan Brown – basszusgitár
- Morgane Lhote – billentyűk
- Sean O'Hagan – vonósok hangszerelése, elektromos zongora, orgona, vibrafon
- Marcus Holdaway, Sally Herbert, Mandy Drummond, Meg Gates – vonósok
- Ray Dickarty – altszaxofon
- John McEntire – vibrafon, gitár, szintetizátor, maraca, csörgődob

## Fordítás
Ez a szócikk részben vagy egészben az Emperor Tomato Ketchup (album) című angol Wikipédia-szócikk ezen változatának fordításán alapul.  Az eredeti cikk szerkesztőit annak laptörténete sorolja fel. Ez a jelzés csupán a megfogalmazás eredetét és a szerzői jogokat jelzi, nem szolgál a cikkben szereplő információk forrásmegjelöléseként.